# Parapulpärer Stift

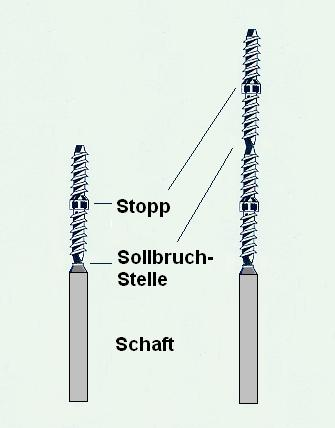
Parapulpärer Stift,
rechts ein 2-in-1-Stift,
stark vergrößert

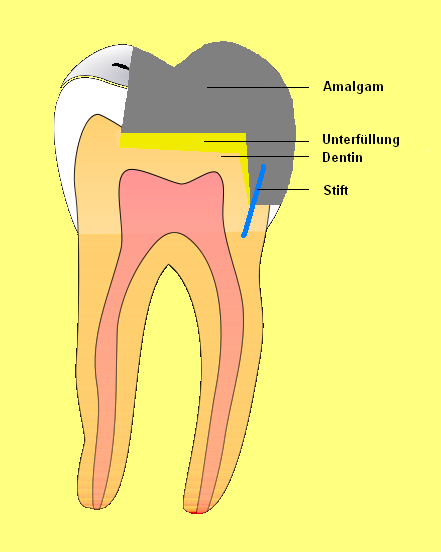
Amalgamfüllung mit Parapulpärem Stift

Ein Parapulpärer Stift (oder Schraube) (engl.: parapulpal pin) kommt in der Zahnmedizin als Retentionshilfe zum Einsatz.
Parapulpäre Stifte bestehen aus Titan oder korrosionsfreien Nichtedelmetallen und sind evtl. vergoldet. Sie haben je nach Hersteller einen Durchmesser von etwa 0,5 mm und eine Gesamtlänge (ohne Schaft) von  ca. 4 bis 6 mm. 
Sie dienen dazu, plastische Füllungsmaterialien (Amalgam, Komposits) oder Stumpfaufbauten im Dentin  zu verankern.

## Befestigung
Der Stift wird befestigt, indem zunächst mit einem Vorbohrer bei sehr niedriger Drehzahl (siehe: Winkelstück) ein feiner Kanal (ca. 2,5 mm tief), der einen minimal kleineren Durchmesser als der Parapulpäre Stift hat, in das Dentin gebohrt wird. Der Stift hat ein selbstschneidendes Gewinde (Thread Mate System (TMS) oder auch: Thread Made System) und findet so beim Einschrauben (ebenfalls mit sehr niedriger Drehzahl oder manuell mit einem kleinen griffigen Instrument) guten Halt. Auf der Hälfte des Stiftes ist eine Verdickung angebracht, die als Stopp ein tieferes Eindringen des Stiftes verhindert. Zum Schaft hin ist eine Sollbruchstelle, an der sich der eingedrehte Stift vom Schaft löst, sobald der Stopp das Dentin erreicht. Eine Befestigung im Zahnschmelz ist nicht möglich, weil dieser zu spröde ist.
Der Dentalhandel liefert Stifte unterschiedlicher Größe. So stehen außer den Regularstiften auch kleinere Minikin-Stifte und sogenannte 2-in-1-Stifte zur Verfügung, bei denen zwei Stifte hintereinander an einen Schaft montiert sind, die nacheinander eingedreht werden können. Auf jeden Fall muss darauf geachtet werden, dass Vorbohrer und Stift aufeinander abgestimmt sind, also zu demselben Set gehören. Eine Hilfe hierbei sind farbliche Markierungen.

## Indikation
Der Einsatz von Parapulpären Stiften ist angeraten, wenn beim Aufbau eines Zahnes mit einem plastischen Füllungsmaterial eine oder mehrere zusätzliche Retentionen vonnöten sind, um eine ausreichende Befestigung und Stabilisierung zu erreichen. Während Parapulpäre Stifte zur Verankerung von Amalgamfüllungen gut geeignet sind, ist die Verwendung bei sichtbaren Frontzahnfüllungen mit zahnfarbenen, sehr transparenten Komposits oft problematisch, weil der metallene Stift durchschimmern kann. Notfalls kann der Stift mit einer Opaker-Schicht abgedeckt werden. Das ist aber sehr aufwendig.

## Risiken
- Beim Einsatz Parapulpärer Stifte in unmittelbarer Nähe zum Zahnmark (Pulpa) kann es zu einer iatrogenen (durch die Behandlung hervorgerufenen) Perforation kommen und somit die Pulpa geschädigt werden.
- Wird ein Parapulpärer Stift im Zahnhalsbereich eingesetzt, kann es aufgrund der Tatsache, dass sich in diesem Bereich der Zahn stark verjüngt, zu einer Perforation in den Spalt zwischen Zahnwurzel und Knochen (Wurzelhaut) kommen, die zu einer (lokal beschränkten) Zahnfleischentzündung (Gingivitis) (Parodontitis) führen kann.
- Das Füllungsmaterial kann zerbrechen (zerbröseln), wenn die den Stift überdeckende Schicht des Füllungsmaterials keine ausreichende Stärke aufweist und der Stift einem Keil vergleichbar wirkt.
- Mikrorisse und Spannungen im Dentin können zu Schmerzsensationen führen. (Eher selten).
- Ein Bruch des Vorbohrers im Dentin oder der Bruch des Stiftes an einer anderen als der Sollbruchstelle ist unbedenklich und nicht weiter behandlungsbedürftig.

## Quelle / Literatur
- Elmar Hellwig, Joachim Klimek, Thomas Attin: Einführung in die Zahnerhaltung, Urban & Fischer Verlag, 2006, ISBN 3437055801